# Wanadzor

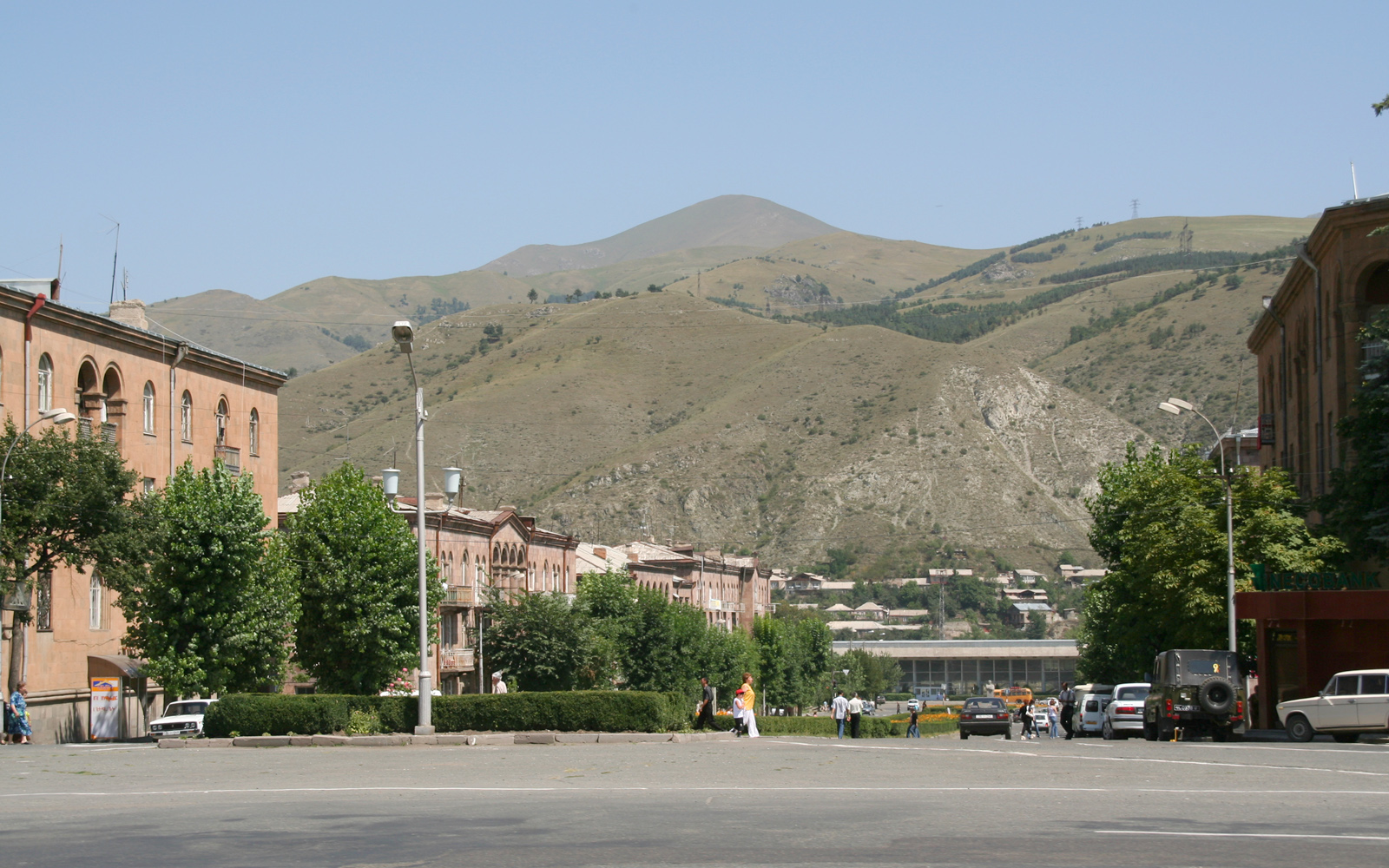
Centrum Wanadzor

Wanadzor (orm. Վանաձոր; do 1935 Karaklis, do 1992 Kirowakan) – miasto w północnej Armenii, w śródgórskiej kotlinie Małego Kaukazu, na wysokości 1350 metrów, przy połączeniu rzek Pambak, Wanadzoriget, Tandzut (dorzecze Kury). Około 76,2 tys. mieszkańców (2022). Trzecie co do wielkości miasto kraju.

## Miasta partnerskie
- Bagneux
- Pasadena
- Batumi